# José Pereda Maruyama
José Antonio Pereda Maruyama (Lima, 8 de septiembre de 1973) es un exfutbolista peruano. Jugaba de mediocampista y su último equipo fue el Real Academia FC.
Entre los títulos que ganó de manera profesional figuran tres títulos de la Liga Peruana y uno del Torneo Apertura ganados con Universitario de Deportes. En 1998 fue traspasado a Boca Juniors donde ganó, dos Copa Libertadores, una Copa Intercontinental y tres títulos nacionales de la Primera División de Argentina.

## Biografía
José Pereda nació en Breña, viviendo junto a sus padres y jugando en las calles del Pasaje Nacarino. Su madre tiene ascendencia Japonesa. Hizo sus estudios escolares en el Colegio de La Salle ubicado en la Avenida Arica, para posteriormente hacer dos ciclos de administración en un instituto superior. Se casó en septiembre de 1993. Actualmente tiene 3 hijos: Naomi (1994), Sebastián (1998) y Kimi Gabriela (2002).

## Trayectoria
"El Chino" Pereda llegó a los 12 años, con un equipo de Breña a jugar en el Lolo Fernández, al verlo el Profesor Hoyos pidió que se quede. Luego fue entrenado por Pichicho Benavides, Valderrama y sería Fernando Cuéllar quien lo promocionaría al primer equipo crema.
Militando desde las divisiones inferiores en Universitario de Deportes, se convierte en referente crema en los años noventa, jugando al lado del "Puma" Carranza. 
Ha sido internacional con la Selección de fútbol del Perú en 27 ocasiones y ha marcado 4 goles.
Debutó en la selección el 14 de agosto de 1996 y su último partido lo jugó el 4 de septiembre de 2001. Participó en las eliminatorias de la Copa Mundial de Fútbol de 1998 y de 2002.
El 24 de enero de 2002, tras defender los colores de Boca Juniors, vuelve como flamante contratación a Universitario de Deportes.
Adicionalmente, en el año 2007 defendió los colores de Itomán - Shi, equipo de la Liga Okinawense del Perú, con el cual llegó hasta las semifinales de aquel torneo de verano.

## Clubes
| Club                      | País      | Año       |
| ------------------------- | --------- | --------- |
| Universitario de Deportes | Perú      | 1991-1994 |
| Lawn Tennis               | Perú      | 1994      |
| Cienciano                 | Perú      | 1995      |
| Universitario de Deportes | Perú      | 1996-1998 |
| Boca Juniors              | Argentina | 1998-2001 |
| Universitario de Deportes | Perú      | 2002      |
| FBC Melgar                | Perú      | 2003      |
| Coronel Bolognesi FC      | Perú      | 2003      |
| Universitario de Deportes | Perú      | 2004-2006 |
| Cienciano                 | Perú      | 2007      |
| Real Academia FC          | Perú      | 2009      |

## Estadísticas
| Equipo       | Temporadas | Partidos | Goles |
| ------------ | ---------- | -------- | ----- |
| Boca Juniors | 1998-2001  | 72       | 0     |

## Palmarés

### Campeonatos nacionales
| Título                        | Club                      | País      | Año    |
| ----------------------------- | ------------------------- | --------- | ------ |
| Campeón Nacional              | Universitario de Deportes | Perú      | 1992   |
| Campeón Nacional              | Universitario de Deportes | Perú      | 1993   |
| Campeón Nacional              | Universitario de Deportes | Perú      | 1998   |
| Primera División de Argentina | Boca Juniors              | Argentina | A-1998 |
| Primera División de Argentina | Boca Juniors              | Argentina | C-1999 |
| Primera División de Argentina | Boca Juniors              | Argentina | A-2000 |
| Torneo Apertura               | Universitario de Deportes | Perú      | 2002   |

### Copas internacionales
| Título                | Club         | Sede         | Año  |
| --------------------- | ------------ | ------------ | ---- |
| Copa Libertadores     | Boca Juniors | São Paulo    | 2000 |
| Copa Intercontinental | Boca Juniors | Tokio        | 2000 |
| Copa Libertadores     | Boca Juniors | Buenos Aires | 2001 |

### Distinciones individuales
| Distinción                                                                                  | Año  |
| ------------------------------------------------------------------------------------------- | ---- |
| Incluido dentro de los 100 extranjeros más emblemáticos que pasaron por el fútbol argentino | 2017 |